# Ernesto Rodolfo Hintze Ribeiro
Ernesto Rodolfo Hintze Ribeiro (Ponta Prima, 7 de novembre de 1849-Lisboa, 1 d'agost de 1907) era un polític portuguès que va ser membre del Partit Regenerador, va ser tres vegades president del Consell de Ministres durant el regnat de Carles I.
Va néixer el dia 7 de novembre de 1849 a la localitat azoriana de Ponta Prima, Hintze Ribeiro, que va començar a estudiar Dret en la Universitat de Coímbra en 1867, es va doctorar en 1872.[1] Va debutar com a diputat en 1878,[2] i en 1881 es va convertir en ministre d'Obres Públiques del nou gabinet regenerador.
Va exercir de President del Consell de Ministres en tres ocasions: entre el 22 de febrer de 1893 i el 7 de febrer de 1897, entre el 25 de juny de 1900 i el 28 de febrer de 1903 i entre el 20 de març i el 19 de maig de 1906. Durant el seu segon mandat, va tenir una disputa interna en el Partit Regenerador va donar lloc el1901 a la sortida de João Franco i de 25 diputats més del partit i a la constitució d'una escissió;[6] Hintze Ribeiro arribaria a desenvolupar una rivalitat obsessiva cap a João Franco .[5]
Hintze Ribeiro va morir l'1 d'agost de 1907 en el Cementiri de l'Alt de São João, Lisboa, al qual havia acudit per a assistir a un enterrament.